# 21426 Девідбоєр
21426 Девідбоєр (21426 Davidbauer) — астероїд головного поясу, відкритий 24 березня 1998 року.
Тіссеранів параметр щодо Юпітера — 3,546.